# Samarang Hill
Der Samarang Hill ist ein etwa 112 m hoher und markanter Hügel auf McDonald Island im südlichen Indischen Ozean.
Wissenschaftler einer 1980 durchgeführten Kampagne der Australian National Antarctic Research Expeditions errichteten auf dem Gipfel des Hügels eine Vermessungsstation. Benannt ist er nach dem Schiff Samarang, mit dem Kapitän William McDonald am 4. Januar 1854 die McDonald-Inseln entdeckte.